# Per Wivel
Per Wivel (4. maj 1920 i København – 3. oktober 2012 på Holmegårdsparken i Ordrup) var en dansk direktør og grosserer, bror til Ole Wivel og far til Peter Wivel, Mikael Wivel og Henrik Wivel.
Bedstefaderen August Wivel (1863-1936) grundlagde i 1902 firmaet Madsen & Wivel i København sammen med Karl Madsen (1874-1913). Per Wivel blev født i København i et velhavende borgerligt hjem. Faderen var Carl-Eilert Wivel (1891-1971), moderen Karen Margrethe Wivel, født Tafdrup.
Per Wivel blev i 1943 direktør i familiefirmaet Madsen & Wivel, der bl.a. drev Parfumerie Breining på Strøget. I 1970 blev grossistvirksomheden solgt til Oliemøllen, hvor Per Wivel fortsatte som direktør til 1977. Dette år blev han leder af Brancheforeningen for Sæbe-, Parfumeri- og Toiletartikler (SPT). Han var også tilknyttet Schous Sæbehus og gik på pension i 1988. 
Han var gift med Eva Wivel (født 1918).
10. oktober 2012 blev han begravet på Vedbæk Kirkegård, hvor også broderen Ole hviler.